# Чокве (язык)

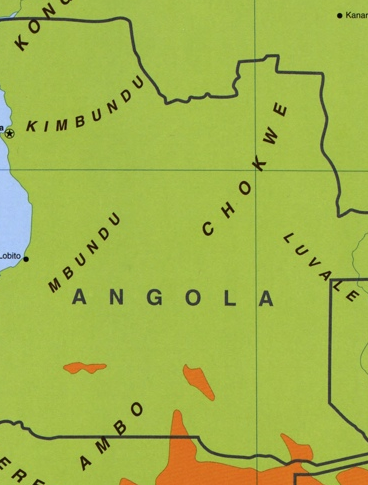
Карта Анголы

Чокве — язык народа чокве. Распространён на северо-востоке Анголы и на юго-востоке Демократической Республики Конго (зона K.10 по М. Гасри), провинции Северная Лунда, Южная Лунда, Бандунду, Западное Касаи, Катанга. Относится к языкам банту бенуэ-конголезской семьи нигеро-конголезской макросемьи. Число носителей составляет около 1 млн. человек.
Наиболее близкородственные языки: лучази, лувале, мбунда, мбвела, нкангала.